# Hegemony and Socialist Strategy
Escrito em inglês em 1985 por Ernesto Laclau e Chantal Mouffe, Hegemonia e Estratégia Socialista é uma obra de teoria política na tradição pós-marxista. O livro desenvolve as diversas divergências nítidas entre os princípios do pensamento marxista canônico.

## Organização
O livro é dividido em 4 capítulos de aproximadamente 50 páginas cada. O primeiro capítulo discute a obra de Rosa Luxemburgo, Karl Kautsky, Eduard Bernstein, e Georges Sorel. O segundo capítulo desenvolve o conceito de hegemonia cultural de Gramsci. O capítulo seguinte desenvolve os próprios argumentos de Laclau e Mouffe sobre os caracteres da hegemonia. O último capítulo defende a importância da hegemonia para a compreensão da política contemporânea, do engajamento político da Esquerda.

## Críticas
A obra Hegemonia e Estratégia Socialista foi recebida com críticas positivas e tornou-se um ponto de referência no seu campo; por exemplo, o filósofo marxista Slavoj Žižek citou Hegemonia e Estratégia Socialista como uma obra que teve impacto em seu livro, The Sublime Object of Ideology.  O livro também inspirou Podemos e França Insubmissa.